# 克蕾兒·雷德菲爾
克蕾兒·雷德菲爾（又译作）是電子遊戲惡靈古堡系列中的一個虛構角色，出現於《惡靈古堡2》、《惡靈古堡：聖女密碼》、《惡靈古堡：黑暗面編年史》、《惡靈古堡 啟示2》以及CG動畫電影《惡靈古堡：惡化》等。

## 人物
克里斯·雷德菲尔的妹妹，其防身術、槍法是克里斯教的。是一位善良、關懷他人的女性，而其不屈服的個性，使她能面對各種問題。喜歡的顏色是紅色，經常穿著紅色外套。

## 經歷

### 生化危機2
故事分為兩條劇情線：里昂線（Leon Scott Kennedy）和克蕾兒線（Claire Redfield）。依照破關的先後順序，故事會有少許不同，但是大體故事構架是一樣的。
故事發生在1998年9月29日，19歲的克蕾兒還是個個性活潑大方、喜愛机车的大學生。為了尋找失蹤的哥哥克里斯·雷德菲爾，克蕾兒·雷德菲爾到克里斯隸屬的S.T.A.R.S.特殊部隊的本部：浣熊市（Raccoon City）。克蕾兒到達的時候，發現城中的人變成了喪屍。當她要被喪屍襲擊時，里昂·S·甘乃迪即時出現救她。他們兩人決定先到浣熊市警察局中避難，但在路途中卻遭遇了車禍，兩人被爆炸的油罐車所引燃的火災分開了。兩人在火焰的兩邊約定：各自找到去警察局的路，然後在那裡碰頭。
抵達浣熊市警察局與里昂集合後，里昂給她無線電，以方便聯絡。在尋找城市出口時，遇到了一個小女孩：雪莉·柏金（Sherry Birkin），她是拉昆市保護傘地下研究所主任威廉·柏金（William Birkin）與雅妮·柏金（Annette Birkin）的女兒。在途中，克蕾兒遇到了雅妮，而在她口中整件事的前因後果，也因此得知G病毒是比T病毒更強大又更難控制的病原體。克蕾兒不放心雪莉，所以在過程中一直保護雪莉的安全。
最後雪莉因為感染了G病毒，克蕾兒則回去取得G病毒的疫苗，幫雪莉解毒。最後里昂與克蕾兒及雪莉團聚，一起乘坐火車離開研究所。之後，克蕾兒決定繼續尋找克里斯，而里昂則留在美國，替美國政府工作以換取雪莉的安全。
在重製版的劇情中，克蕾兒來到拉昆市尋找失蹤一個多月的哥哥，但是在拉昆市郊外的加油站時被殭屍襲擊，同時也認識前來拉昆市就值的菜鳥警察里昂·甘乃迪，兩人來到拉昆市再次被殭屍襲擊，又被後方的油罐車撞上讓雙方走不同的道路，兩人來到警局後再次重逢，克蕾兒得知哥哥前往歐洲後與里昂相約一定要安全逃離於是再次被迫分離。
而克蕾兒在逃脫期間被兩個龐然大物（暴君T-103與一個人形怪物）襲擊，同時碰上一個倖存的小女生雪莉被一個中年大漢強行帶走，並脅迫克蕾兒將雪莉掉落的項鍊帶到孤兒院，後來克蕾兒得知此人是警局局長布萊恩·艾恩斯，同時發現他是與保護傘公司狼狽為奸的黑警，而艾恩斯局長同時兼任孤兒院院長，將孤兒秘密送往保護傘公司進行非法研究。隨後克蕾兒趕到孤兒院，發現局長因有奇怪生物從肚子竄出而死。當克蕾兒找到雪莉時再次被暴君T-103襲擊，而暴君隨後卻被另一個怪物殺害，而怪物隨後也襲擊她們，而雪莉認出怪物是她的父親，克蕾兒也因怪物的襲擊昏迷，而雪莉則失蹤。
克蕾兒醒來後碰上一名自稱雅妮的神秘女子，得知對方是雪莉的母親，同時是保護傘公司的科學家，當克蕾兒找到雪莉卻發現她中了G-病毒，雅妮知道雪莉中毒後要求克蕾兒將雪莉帶到秘密研究所NEST治療，雖然克蕾兒對雅妮對雪莉毫不關心的態度無比憤怒，但依然找到疫苗替雪莉成功治療，而在雅妮的口中得知襲擊他們的怪物其實是雅妮的丈夫威廉，同時是拉昆市事件的禍首，因保護傘公司想竊取他的成果G-病毒並重創了後者，威廉不甘心於是注射G-病毒而成為怪物，而它也殺害不少搶他病毒的保護傘士兵，而病毒因老鼠的擴散造成拉昆市淪陷。隨後雅妮被G-威廉重創而傷中不治，死前希望克蕾兒帶她女兒逃離。克蕾兒與雪莉打算搭乘火車逃離時發現同樣來到此地的里昂，於是三人成功搭乘火車逃離研究所。

### 生化危機：聖女密碼
1998年12月，浣熊市事件過後的三個月。為了尋找哥哥，克蕾兒她看了當時浣熊市得到的克里斯的日記本。根據日記的記載，她得知克里斯前往歐洲調查病毒。而克蕾兒因此偷偷潛入保護傘公司位於歐洲的巴黎分部進行調查，不料卻被逮捕，移送到的洛克福特島（Rockford Island）刑務所監禁，那個刑務所是由阿修佛德家族（Ashford）所有，是個與外界隔絕的地方。在此時，孤島監獄發生T病毒外洩事件，克蕾兒遇見了史蒂夫·伯恩賽德（Steve Burnside），兩人的亡命之旅就此展開。然而監獄典獄長阿爾弗雷德·阿修佛德（Alfred Ashford）欲想阻止逃亡的克蕾兒和史蒂夫，卻以失敗收場，克蕾兒和史蒂夫搭乘飛機逃走，不甘心的阿爾弗雷德用電腦將飛機設定飛往南極，自己也搭乘噴射機前往南極，困在南極的克蕾兒和史蒂夫只能想方法來逃生，而趕到南極的阿爾弗雷德被史蒂夫所射殺，阿爾弗雷德在臨死前來到一處實驗室中，看著自己的妹妹艾莉西亞·阿修佛德（Alexia Ashford）成功將聖女病毒融入自己的體內並從培養槽出來後就斷氣了。
另一方面，得知妹妹被俘的克里斯，則前往孤島監獄搭救，途中遇到前來收集資料的亞伯·威斯卡（Albert Wesker），然而重生的威斯卡力量實在太強了，在威斯卡想要殺死克里斯之際，卻從電腦螢幕中看到了艾莉西亞，得知自己收集的資料在南極，立刻不理會克里斯前往南極了，克里斯從倖存的監獄警衛羅德里格（Rodrigo）得知克蕾兒在南極，於是也搭乘噴射機前往南極。在南極中，艾莉西亞抓到史蒂夫，並在他體內注射聖女病毒，等到克蕾兒前往救她的時候，史蒂夫已經暴走成為怪物，對克蕾兒展開攻擊，在克蕾兒被觸手捉住時，史蒂夫恢復意識，並砍倒巨大觸手，卻因此被觸手攻擊。史蒂夫最後全身慢慢恢復原狀，向克蕾兒表達他的愛意後便死亡。
威斯卡來到南極之後，立刻找到艾莉西亞並且向她挑戰，艾莉西亞憑藉體內的聖女病毒的力量把威斯卡打跑了，打跑威斯卡的艾莉西亞之後攻擊克里斯和克蕾兒，最後被克里斯的激光砲擊敗了，克里斯和克蕾兒也逃離了南極。

### 生化危機：惡化
經歷過浣熊市事件與監獄島事件後，克蕾兒為了幫助有相似遭遇的人而加入了非政府組織（NGO）諦拉席芙（TerraSave），開始為救助生化恐怖攻擊的受難者在世界各地奔走。一日，克蕾兒搭飛機到達美國中西部的一座機場，與她在工作上認識的朋友重逢，也認識了她的姪女蘭妮・曹拉（Rani Chawla）。就在克蕾兒與蘭妮兩人等車的時候，蘭妮認出了支持威法瑪（WilPharma）公司的議員朗・戴維斯（Ron Davis），引起了軒然大波。就在克蕾兒制止了一名裝扮成殭屍的抗議者後，另一名形似殭屍的人緩步接近了，正當航警上前制止時，那個人突然咬上航警，原來這次竟是真正的感染者。以此為開端，機場內出現了無數同樣的感染者，現場陷入一片混亂。同時，一架迫降的客機突然衝入機場之中，而從飛機下來的竟是已變成殭屍的機組人員與乘客。克蕾兒了解到，宛若浣熊市事件再現的地獄正在自己眼前展開。
克蕾兒、蘭妮與戴維斯等人躲入機場的VIP招待室中避難，在發出求救訊號後等待救援，而在救援隊抵達時她也意外的與當年一同逃出浣熊市的里昂重逢。之後一行人開始脫逃，但在途中負責保衛戴維斯的SRT隊員葛瑞格·葛倫（Greg Glenn）遭殭屍咬傷，自知無救的他自願斷後，讓里昂等人無奈的棄他而去，最後其他人經過一番苦戰後成功逃出機場。
在脫出機場後，數輛威法瑪公司的卡車來到現場，原來威法瑪已經成功開發T病毒疫苗，但因遭到諦拉席芙的指控而無法將疫苗上市。為此克蕾兒感到非常自責，認為自己的所為反而害了包含葛瑞格在內這次事件的受害者。對此里昂出言安慰，七年前的浣熊市事件改變了兩人的命運，里昂為消滅病毒而選擇成為鬥士，而克蕾兒則選擇為幫助別人而努力，那是一條里昂與克里斯都無法踏上的道路，她應該為此感到自豪。
就在克蕾兒為里昂的話道謝時，威法瑪的卡車突然全數爆炸，連帶將威法瑪全部的T病毒疫苗一同炸毀。原來事情還未結束，里昂說出恐怖份子要求政府在午夜十二點前公布浣熊市的真相，要不然將引起更大的恐怖攻擊，這時克蕾兒想起在機場曾看到一位可疑人物－柯提斯・米勒（Curtis Miller），而他竟然是SRT隊員安潔拉・米勒（Angela Miller）的哥哥。就在里昂與安潔拉前往找尋柯提斯時，克蕾兒為了幫忙跟著威法瑪公司首席研究員佛瑞德瑞克・道寧（Frederic Downing）回公司確認疫苗資料，在公司中佛瑞德瑞克不自情透露了威法瑪公司中藏有打算用來研發疫苗的G病毒，說完後發覺電腦伺服器有問題而離開，而得知消息的克蕾兒立即打電話告知里昂，講到一半佛瑞德瑞克打室內電話過來，說她發現一個可疑男子走出存放G病毒的區域，還裝設炸藥，就在同時突然的一聲巨響隨炸彈的爆炸而響起，克蕾兒受到衝擊而失去了意識。克蕾兒醒來後開始逃脫，途中遇上趕來的里昂，對他告知了柯提斯就在這裡還可能拿走了G病毒，克蕾兒與里昂再度分別後拖著受傷的腳往出口前進，但心念一轉反而前往系統控制室，幫助正在與注射G病毒而突變的柯提斯交戰中的里昂。
在里昂的一番努力以及克蕾兒的幫助下終於成功將擊敗柯提斯，也找出幕後元兇，事件總算順利落幕。在告別了為弔念兄長之死而感嘆的安潔拉，里昂為執行下個任務而與克蕾兒道別，期許兩人下次能在較為正常的地方見面。

## 電影
電影方面分別在《生化危机3：大滅絕》、《生化危机4：陰陽界》、《生化危机5：天譴日》、《生化危机6：终章》及《惡靈古堡首部曲：拉昆市》登場，前四部電影由艾丽·拉特主演，《首部曲：拉昆市》則由凱亞·絲柯黛蘭莉歐主演。
第三集登場時跟倖存者組成車隊，第四集出場時是屬於被保護傘公司控制而呈現半瘋狂狀態，後來跟艾莉絲、克里斯等人一同前往「亞凱地」尋找生還者，解放所有生還者後，被保護傘公司操控的吉兒帶著軍隊來到現場

## 评价
克蕾兒·雷德菲爾因其美貌和生存能力而受到评论家和公众的一致好评。德国杂志Mega Fun的读者曾将她选为1998年“视频宝贝”第二名。也曾经作为Nintendo 64版《生化危机2》的角色入选1999年度任天堂力量大奖“最佳新英雄”的七个提名之中，并在大众投票中获得第三名。Eurogamer员工也推举她为2000年度游戏地球仪（Gaming Globes）奖的最佳女主角。

## 外部連結
- Claire Redfield（页面存档备份，存于） at the Internet Movie Database